# Agustí Costa i Aymerich
Agustí Costa i Aymerich (Olesa de Montserrat, 17 d'abril de 1905 - Madrid, 29 de setembre de 1977) fou un futbolista català de la dècada de 1930.

## Trajectòria
Va jugar al FC Santboià la temporada 1931-32. Aquest darrer any fou incorporat pel FC Barcelona, on jugà dues temporades. A continuació retornà al Santboià, on jugà fins a 1937. Va disputar un partit amb la selecció catalana l'any 1933.